# Girardinus creolus
Girardinus creolus är en fiskart som beskrevs av Garman, 1895. Girardinus creolus ingår i släktet Girardinus och familjen Poeciliidae. Inga underarter finns listade i Catalogue of Life.